# Paul-Antoine Pichard
Pour les articles homonymes, voir Pichard.
Paul-Antoine Pichard, né le 18 octobre 1970, est un photographe et artiste français.

## Biographie
C'est dans la tradition de la photographie humaniste que se place le travail de Paul-Antoine Pichard.
Il s'imprègne enfant de photographies de guerres, de famines (Viêt Nam, Cambodge, Afghanistan, Éthiopie, Iran, Irak, Liban, Chili, Argentine, les années noires[Quoi ?]…), des photographies qu'il découpe soigneusement dans «La chronique » le mensuel d'Amnesty International qui traîne en permanence sur la table de la cuisine de ses parents militants… 
Après avoir étudié les arts décoratifs à l'ENSAD, Paris, c'est en 1994 qu'il se tourne vers la photographie. Il présente son travail à Gökşin Sipahioğlu, fondateur de l'agence Sipa Press, qui lui propose de partir à Kétama, dans le Rif marocain, au cœur de la première région productrice de haschich du monde. Pendant plus d'un an, il partage le quotidien de ces paysans, cultivateurs clandestins, une révélation pour lui qui a grandi dans une banlieue populaire d'Île-de-France. Il fait ses classes, apprend à se faire accepter, se fondre, à jongler avec les autorités, les trafiquants, ruser, brouiller les pistes.
Il parcourt le monde son appareil photo à la main en dilettante. On le retrouve dans les Balkans, en Asie, en Afrique, Amériques, partout où le vent le porte.
Alors qu'il était envoyé à Dakar au Sénégal en 1997, par son agence, pour réaliser un sujet sur l'explosion de la consommation de crack en Afrique de l'Ouest, il découvre l'univers effroyable des décharges sur lesquelles survivent hommes, femmes et enfants, point de départ d'un long projet qu'il intitulera Mines d'ordures. Pendant près de sept ans, soutenu par différents mécénats privés comme publics, il vivra sur les décharges des mégalopoles de la planète, son FM2 autour du cou et partagera les conditions de vie des êtres qu'il photographie.
La rencontre avec les recycleurs a été l'expérience humaine la plus forte de ma vie, la plus éprouvante aussi… En 2010, Un livre intitulé Mines d'ordures est alors édité, 144 pages couleurs, publié aux Éditions Alternatives (Gallimard), avec une préface de l'acteur et grand voyageur Bernard Giraudeau. Une exposition éponyme fera le tour du monde.
En 2012, il expose son nouveau sujet photographique intitulé Poussières de vies sur la condition des enfants des rues à travers le monde. On y retrouvera les prisons pour enfants à Manille, Philippines, les petits talibés d'Afrique de l'ouest, les jeunes adolescents toxicomanes de Phnom Penh, Cambodge, les enfants roms en région parisienne, les enfants des égouts de Bucarest, Roumanie, des rues de Katmandou, Népal, etc. Un véritable constat d'urgence nécessaire. Un travail de longue enquête qui lui prendra plus de quatre ans, soutenu à nouveau par différents mécènes.

Paul-Antoine Pichard se définit lui-même comme un humaniste « misanthrope ».
Son slogan : « Because your screen is my wall... ».

## Expositions
- Mines d'ordures, 2007 : « La vie sur les décharges de nos mégalopoles » Exposition en location, conditionnée normes internationales.
- Poussières de vies, 2012 : « Histoires d'enfants des rues » Exposition en location, conditionnée normes internationales.

## Reportages
- Une journée à New York, Paris, Tokyo...
- Éragny - France - Une vie de Gitans (1994)
- Tuol Sleng - S21 - Cambodge (1999)
- Angkor - Cambodge Année 2547 (1999-2002)
- Maroc - Rif, la vallée du Kif (1994-1995)
- Brasc - Croatie Opération Croatie -  Chantier humanitaire de la Protection Judiciaire de la Jeunesse avec de jeunes mineurs français incarcérés (1997)
- Mostar - Bosnie-Herzégovine - Entre deux rives (1997)
- Kawah Ijen - Indonésie - Fleur de souffrance (1992)
- Manille - Philippines - Molavé, prison pour enfants (2009)
- Phnom Penh - Cambodge - Mineurs toxicomanes (2009)
- Dakar - Sénégal - Les petits Talibés, écoles Coraniques (2011)
- Bucarest - Roumanie - La vie dans les égouts, (2012)
- Katmandou - Népal - La vie des enfants des rues (2012)
- Cergy - France - My sweet banlieue pourrie (à partir de 2005)
- Mines d'ordures Documentaire photographique (1997-2004)
- Poussières de vies Documentaire photographique (2009-2012)
- N'oublie pas que l'on souffre ici Film (2015)

## Livre
- Mines d'ordures de Paul-Antoine Pichard, 144 pages couleurs, Éditions Alternatives, préface de Bernard Giraudeau, 2010[1].

### Articles de médias
- Laurence Gex et Jean-Michel Masqué, Cergy-Pontoise, terre des possibles, Autrement, 2007 (lire en ligne),
- Marie-Joëlle Parent, « Une vie aux poubelles », Canoë,‎ 11 janvier 2007 (lire en ligne),
- « Le poids des images, le choc de la pauvreté », Canoë,‎ 16 octobre 2007 (lire en ligne),
- « Rencontrez le photographe des enfants des rues », Le Parisien,‎ 14 novembre 2012 (lire en ligne),
- Josée Blanchette, « L’enfance volée dans la rue - Poussières de vies », Le Devoir,‎ 17 janvier 2014 (lire en ligne),
- http://www.raconterlavie.fr/paul-antoine-pichard.